# Arama (Spanje)
Arama is een gemeente in de Spaanse provincie Gipuzkoa in de regio Baskenland met een oppervlakte van 1 km². Arama telt 206 inwoners (1 januari 2016).

## Demografische ontwikkeling
Bron: INE, 1857-2011: volkstellingen